# Пырган
Пырган — река в России, протекает в Седельниковском районе Омской области. Устье реки находится в 285 км по левому берегу реки Уй. Длина реки составляет 12 км. 

## Данные водного реестра
По данным государственного водного реестра России относится к Иртышскому бассейновому округу, водохозяйственный участок реки — Иртыш от впадения реки Омь до впадения реки Ишим, без реки Оша, речной подбассейн реки — бассейны притоков Иртыша до впадения Ишима. Речной бассейн реки — Иртыш.
Код объекта в государственном водном реестре — 14010100312115300006140.